# Okręg March
March (niem. Bezirk March) – okręg w Szwajcarii, w kantonie Schwyz.  
Okręg składa się z dziewięciu gmin (Gemeinde) o powierzchni 176,74 km² i o liczbie mieszkańców 45 151.

## Gminy
1. Altendorf
2. Galgenen
3. Innerthal
4. Lachen
5. Reichenburg
6. Schübelbach
7. Tuggen
8. Vorderthal
9. Wangen